# Шёнборн (Хунсрюк)
Шёнборн (нем. Schönborn) — община в Германии, в земле Рейнланд-Пфальц.
Входит в состав района Рейн-Хунсрюк. Подчиняется управлению Зиммерн. Население составляет 256 человек (на 31 декабря 2010 года). Занимает площадь 3,90 км².

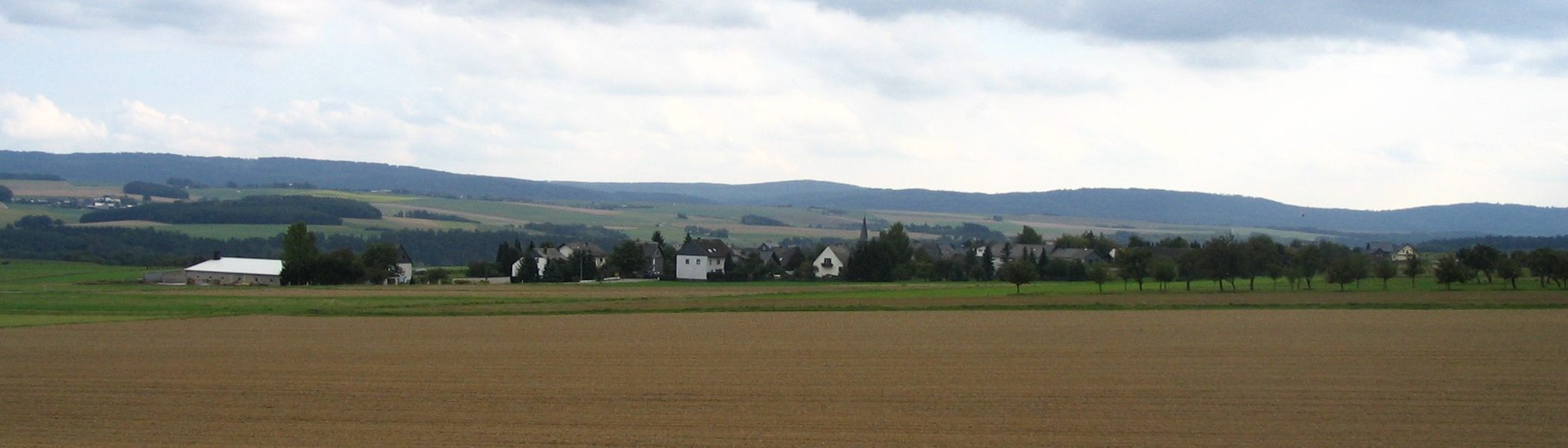
Шёнборн (Хунсрюк)
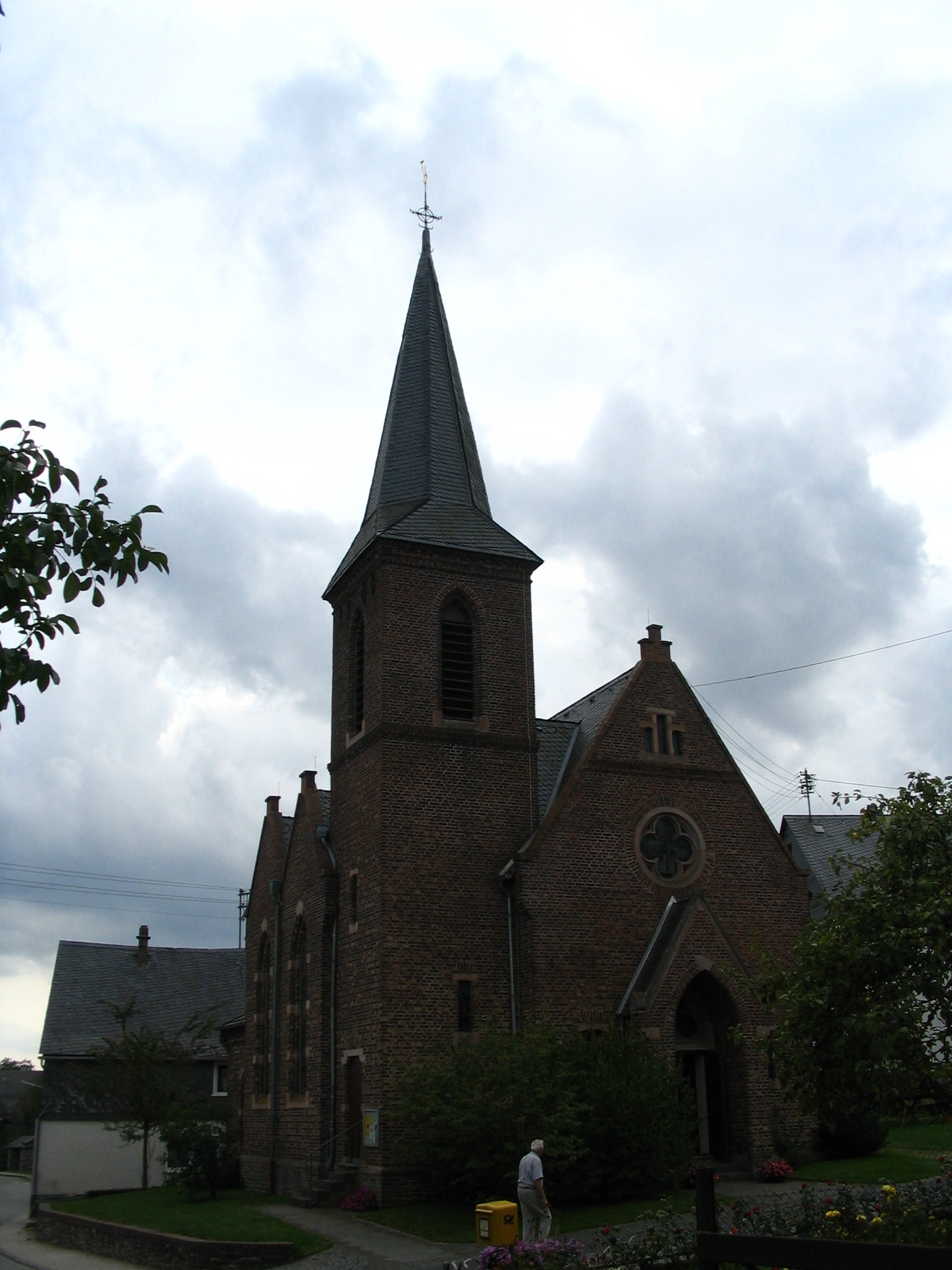
Церковь